# Китайський живопис

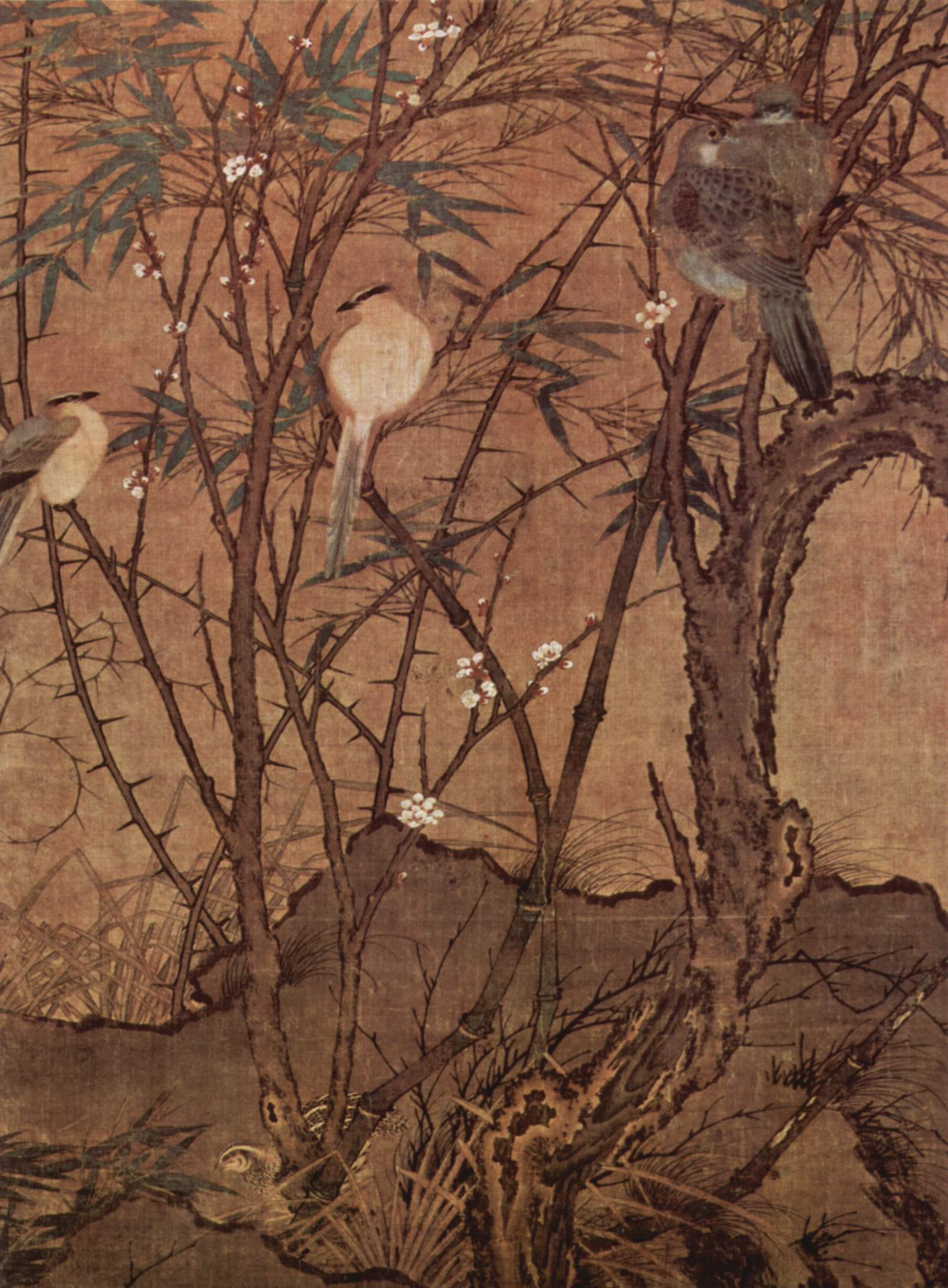
Анонім XII століття. Птахи і квіти

Китайський живопис або Гохуа (кит. 中国传统绘画) — термін для позначання традиційного китайського живопису з традиційним використанням матеріалів та інструментів.
Назва «гохуа» («живопис нашої країни») виникла лише на зламі XIX–XX століть як протиставлення назві Сиянхуа («заморський»). Є ще одна позначка живопису за технікою виконання — Шуймохуа (тобто живопис чорною тушшю, притаманний Китаю) і Юхуа (заморський живопис олійними фарбами). В Китаї в XX–XXI столітті було співіснування обох різновидів живопису. Є майстри, що дотримуються традиційних матеріалів і техніки (Сюй Бейхун, 1885–1953, Хун І та ін.) і ті, що перейшли на олійні фарби. До XX століття Гохуа пройшов довгий шлях розвитку. В китайському живописі є і стінописи (фрески), і живопис на речах домашнього вжитку (китайські ширми, віяла тощо).

## Інструменти і умовності

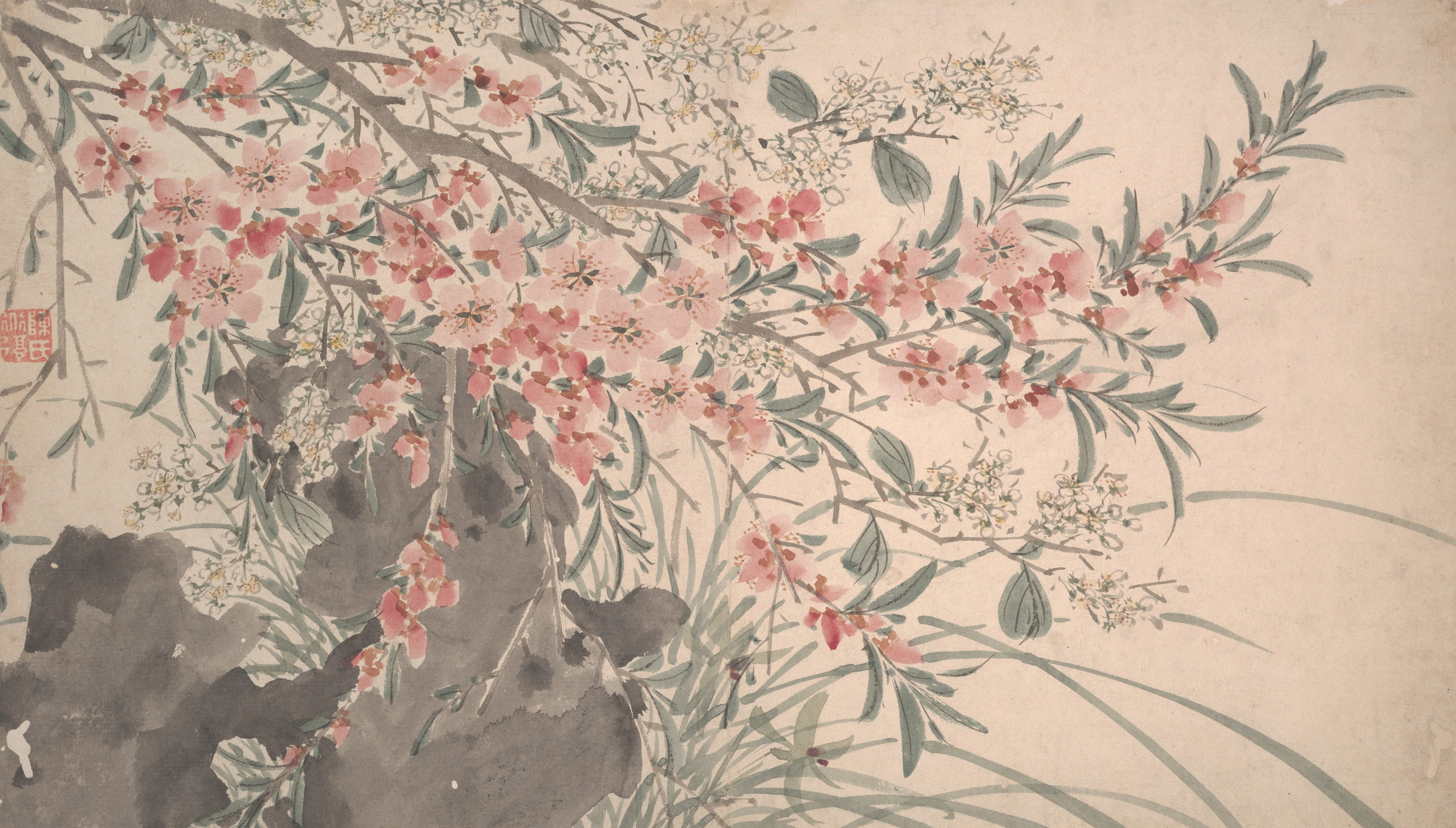
Послідовник Чень Чуня. «Квіти в саду», 1540 р.

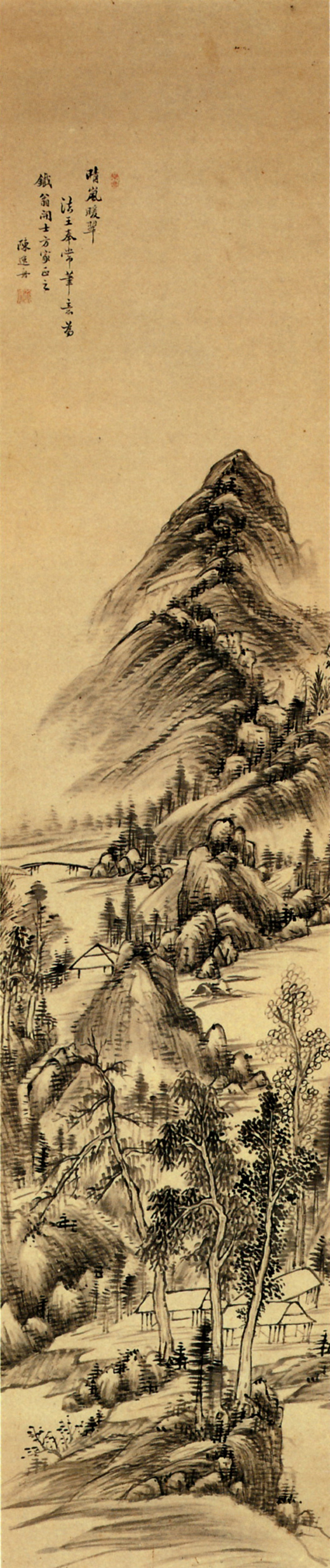
Худ.Чен Їшоу.Літній вітерець.Колекція Хашимото

В Гохуа є свої традиційні умовності, як в західному балеті чи пекінській опері. Так, носієм кольору виступає особливий різновид туші — так звана китайська туш. Розтерта на порох і розведена водою, туш дає багато відтінків чорного — від найслабшого сірого до вугільно-чорного. Слабкі відтінки сірого використовуються для умовної позначки перспективи, бо Гохуа не притаманна перспектива італійського зразка. Водночас умовність поширена і на багатоколірність. Усе розмаїття кольорів зведено у проміжок від найслабшого сірого до вугільно-чорного.А вже уява глядача допомагає здогадатися, що чорне листя — зелене, сірі квіти — рожеві і червоні тощо. Цікавою особливістю було використання незвичних для Європи форматів - вузьких і видовжених, вертикальних чи горизонтальних, а також сувоїв з панорамними краєвидами.
Є і використання різних кольорів на зразок акварелі.
Ще однією умовністю Гохуа виступає активне використання художньої порожнечі і фрагментарності. Для натяку на зображення весняних квітів дикої червоної сливи було не обов'язковим зображення усього дерева. Було досить дати лише одну гілку з поодинокими квітами і бутонами.
Майже обов'язковими були написи ієрогліфами. Напис часто мав віршовану форму. На картині ставився і підпис майстра, але особливою, особистою печаткою і в контраст з чорною тушшю —червоною фарбою.
Основою для Гохуа виступали шовк, бавовняна (коттон) або пенькова тканина, і особливий папір. Пензлі робили з бамбука і хутра тварин.

## Жанрова різноманітність
Гохуа притаманна жанрова різноманітність, як і живопису Італії чи Голландії XVII–XVIII століть.
- Релігійний образ
- Портрет (офіційний чи приватний)
- Історичний живопис (історична картина)
- Міфологічна картина
- Пейзаж
- Побутовий жанр
- Натюрморт

Але є і свої відмінності — особливі жанри типу «Квіти і птахи» тощо.

## Пейзаж в традиційному китайському живописі

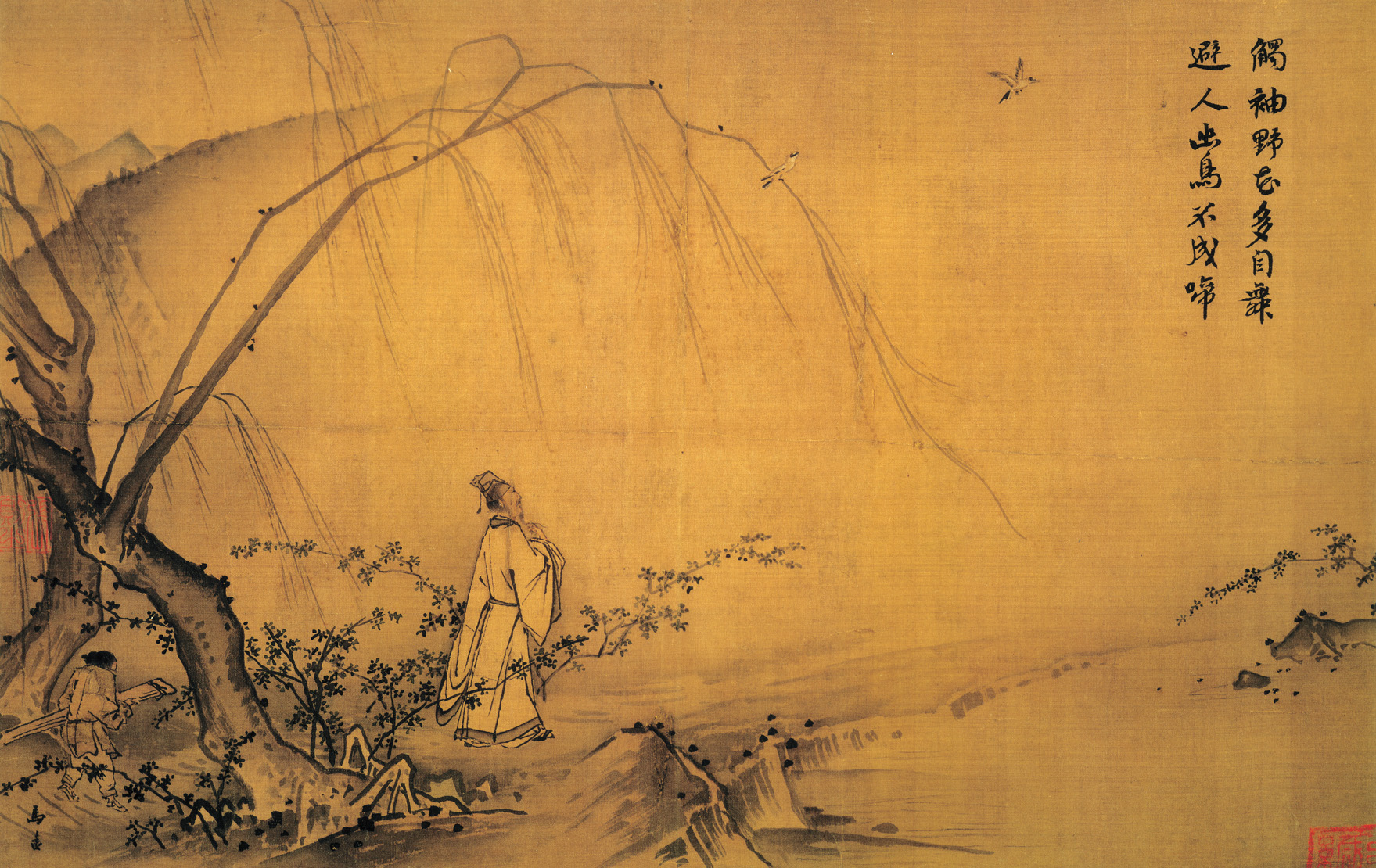
Ма Юань (1160–1225). «Гірською стежкою навесні», Національний палац-музей, Тайбей.

Як самостійний жанр живопису пейзаж виник в средньовічному Китаї у VI столітті нашої ери. Природа, за уявою китайців, була втіленням світопобудови, світового закону дао. В живописі це відбилося створенням картин типу «шань-шуй» («гори-водойми»). Панорамні картини наповнені скелями і горами, оповитими хмарами, туманами, крізь які ледь помітні ліси, людські домівки, човни тощо. Подібні зображення вільно текли сувоєм. І їх обмежувала лише довжина сувою. Символічні значення отримали і деякі рослини, особливо бамбук, дикий банан, сосна, місцева дика слива «мейхуа». Зображення цих рослин було таким частим, що стало канонічним і дожило до XXI століття. Своєрідно відтворювали пейзажисти і перспективу — згасанням фарби на дальніх ділянках планів, що ніби потопали в тумані, вологому повітрі. Зображення доповнювали вірші і каліграфія.
З'явились і видатні майстри пейзажного жанру — художники Го Сі (11 століття), Ся Гуй, Ма Юань (на зламі XII–XIII століть). Унікальні картини створив Цуй Бо, зафіксувавши стан природи в періоди тайфунів і негоди ( Бамбук і чапля в тайфун, кінець 11 століття). Європейський живопис досягне подібного художнього рівня лише через вісім століть.

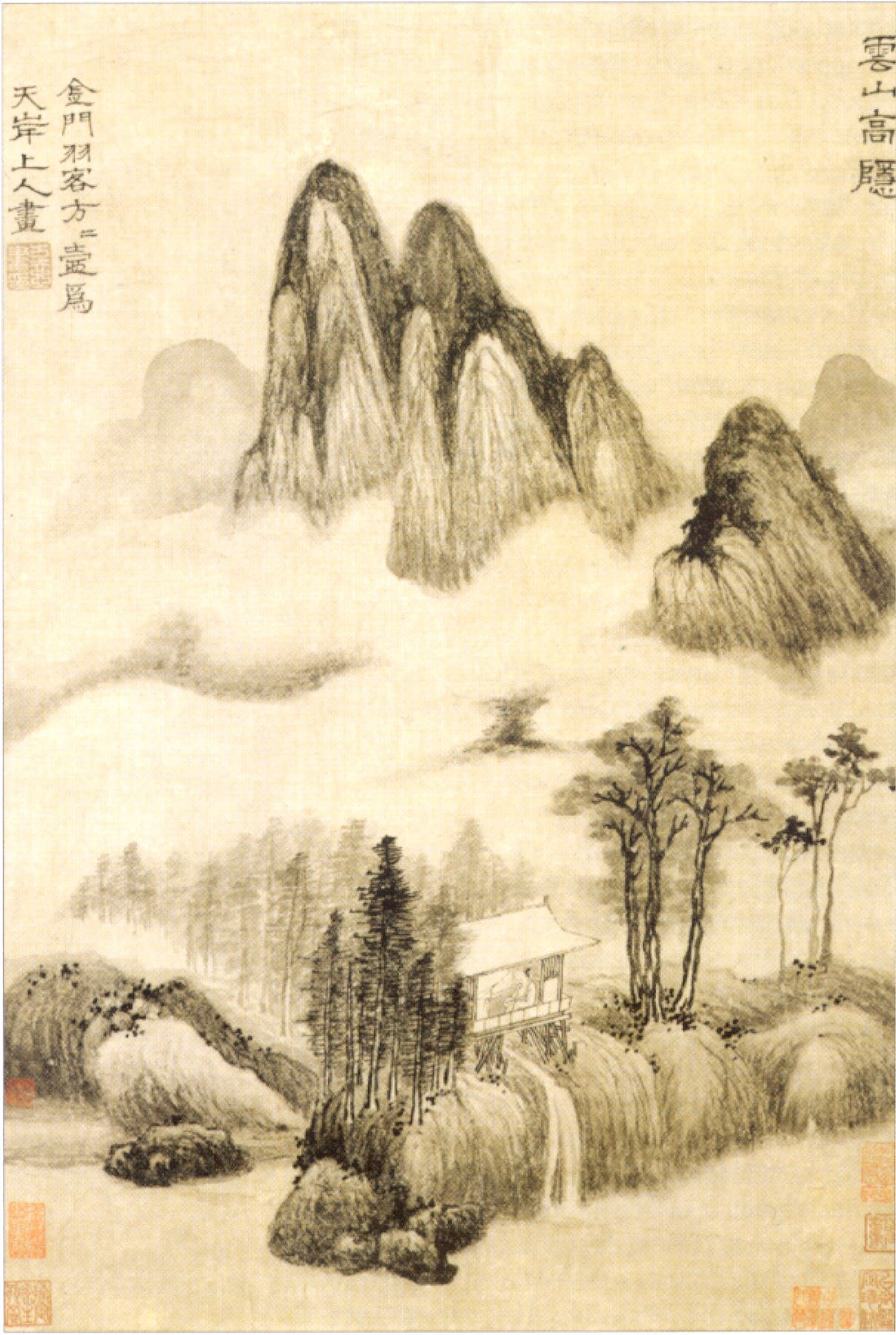
Фан Фангу. «Хижка анахорета у високих горах », XIV століття. Академія мистецтв Гонолулу.
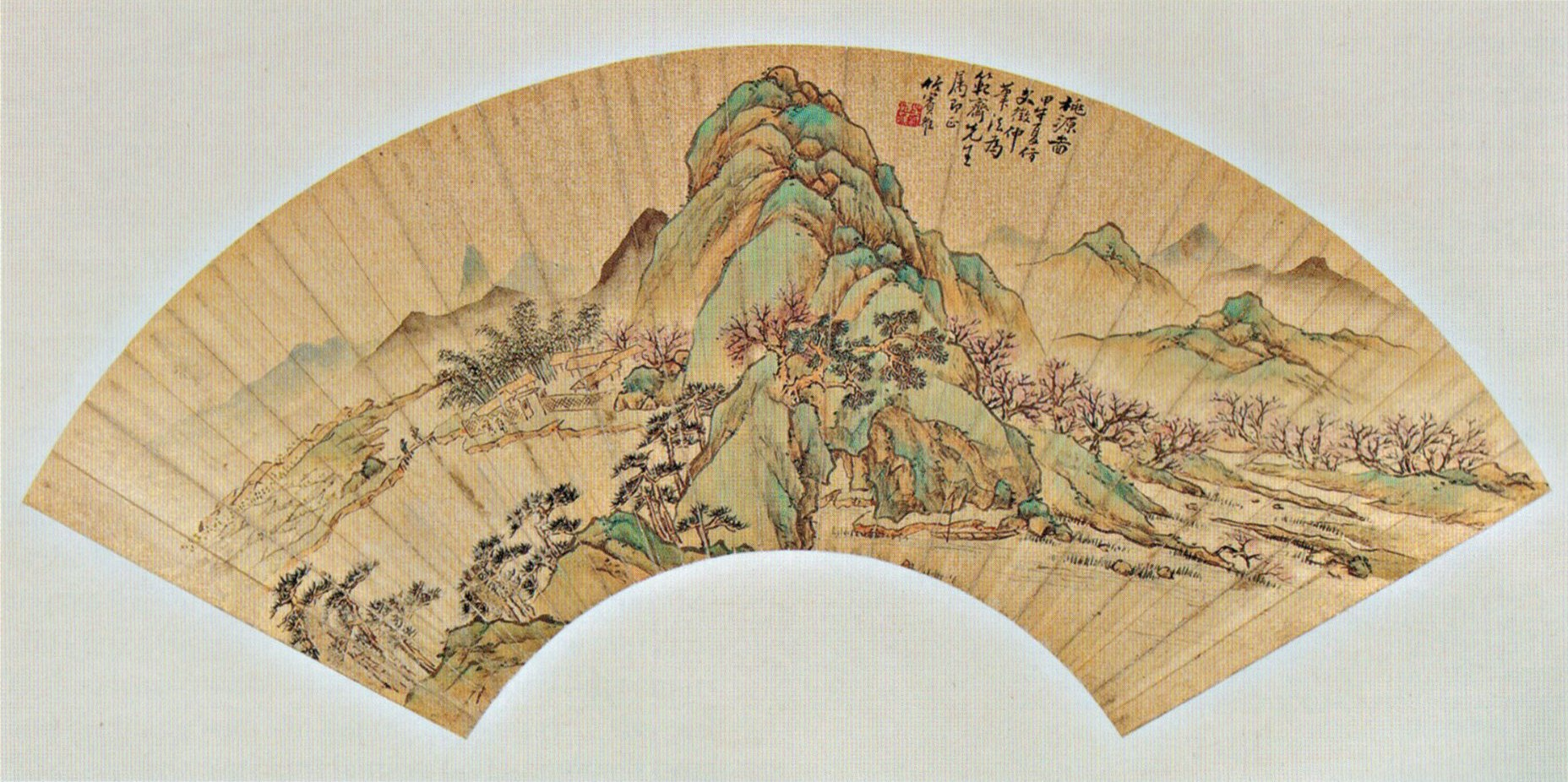
Шен Цуо (Shen Zhuo), «Квітучі песикові дерева у горах весною», 1834 р.
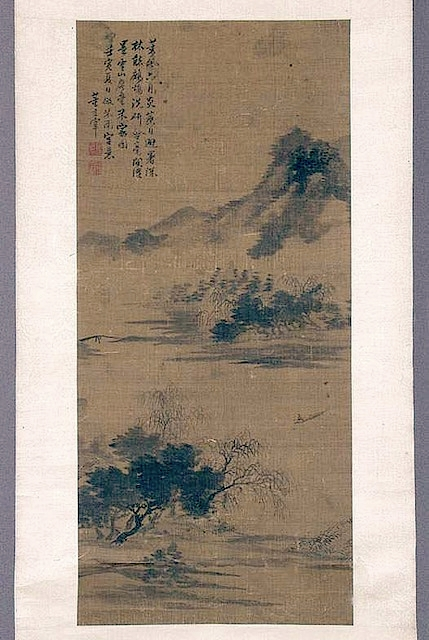
Дон Кічан. «Велич гірського озера», 1602 р., Національний музей (Варшава)
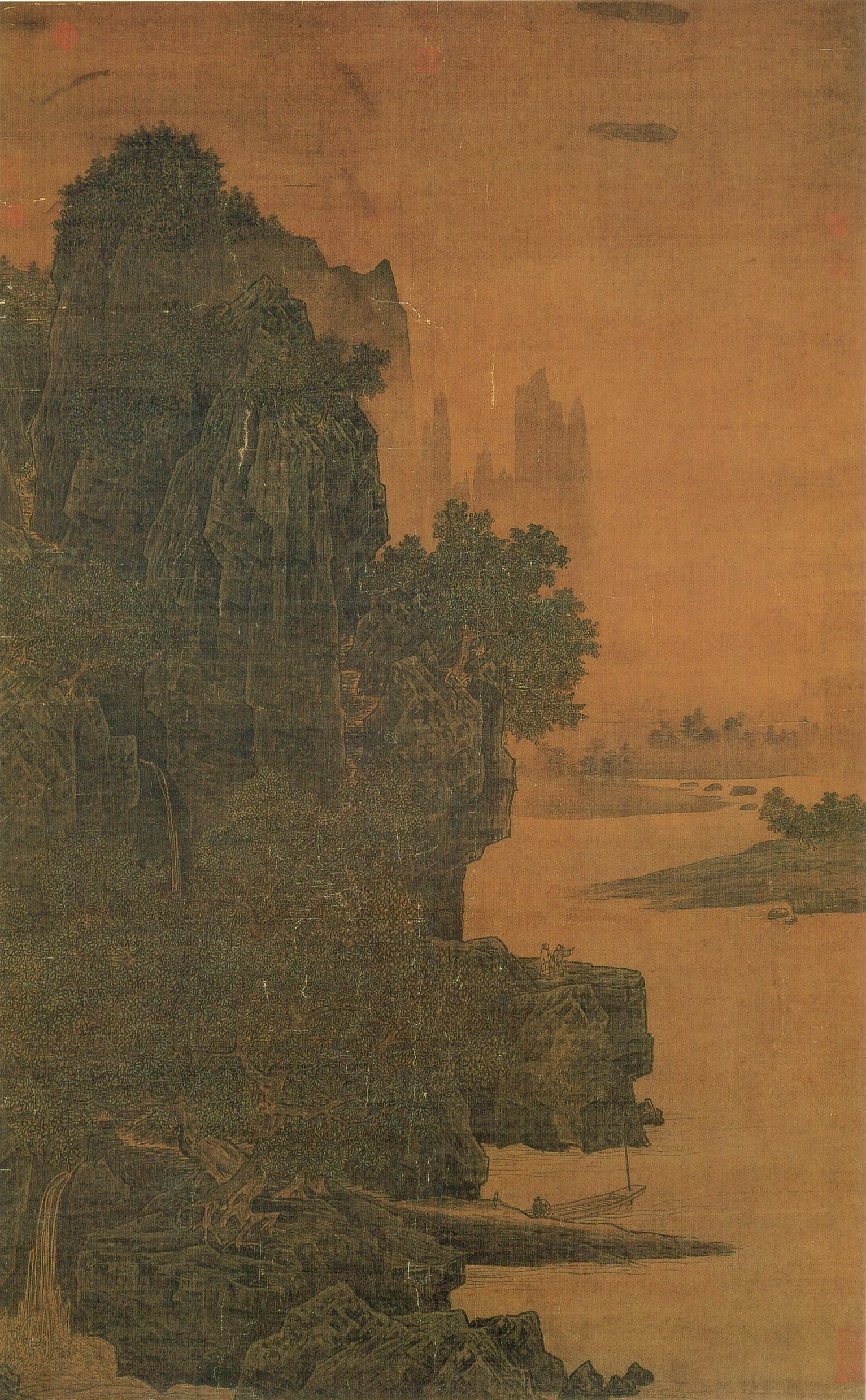
Сяо Чжао. «Споруди на схилі гір», XII століття

## Легендарний початок жанру «Птахи і квіти»
Художники традиційного китайського живопису давно звернулись до зображень тварин, комах і птахів. Вони знайдені ще на черепках старовинної кераміки під час археологічних розкопок. Згодом в мистецтві сформувався окремий жанр «Птахи і квіти», котрий поєднав зображення птахів і рослин, рослин і комах тощо.
Появу жанру датують десятим століттям нашої ери. Китай того часу - конгломерат подрібнених державних утворень. Верхню і середню ділянки річки Янцзи контролювали держави Рання Шу та Пізня Шу . В краю зелених схилів і мешкав художник Хуан Цюань, дати життя якого не зберегли. Саме його вважають засновником жанру «Птахи і квіти». За переказами, на подвір'я царя Гуначжена привезли в подарунок шість журавлів. Птахи так сподобались царю, що він наказав художникові намалювати їх на стіні. Митець настільки добре відтворив птахів у стінопису, що відтоді зала отримала назву «Шести журавлів». Зрозуміло, що майстерно відтворити тварин художникові допомогли давні спостереження за птахами і тваринами та висока обдарованість. Виконав він і інші замови володаря, одна з яких ( теж стінопис ) отримала назву «Птахи і квіти в чотири пори року». Унікальний характер мала і збережена пам'ятка початкового періоду жанру «Птахи і квіти», відома під назвою «Рідкісні птахи», хоча там подані не тільки птахи. На невеликому шматочку шовку художник водяними фарбами розмістив зображення двадцяти чотирьох (24) птахів, комах і плазунів. Картина, створена художником, що пізніше потрапила до збірок музею Гугун в Пекіні,  не мала яскраво відтвореного сюжету. Її зміст частково пояснив напис, що свідчив про призначення картини. Остання мала бути навчальним посібником для сина, котрого батько готував для фаху художника. 
Жанр «Птахи і квіти» не зник і за століття. Він мав численних прихильників, навіть коли зникли держави Рання Шу та Пізня Шу і дожив до XXI століття. Сини Хуан Цюаня - Хуан Цзюйцай та Хуан Цзюйбао успадкували фах батька і також працювали в жанрі «Птахи і квіти». Разом із батьком їх вважають першими художниками цього жанру.
Найбільш відомими стародавніми китайськими художниками жанру «Птахи і квіти» були Хань Хуан, Му-Ци, Хуан Цюань (900–965), Сюй Сі, Чжао Чжан, Сюй Вэй и Чень Чунь.

## Символізм зображень
Складна ієрархія свідомості доби середньовіччя привнесла в зображення тварин і рослин власні корективи. Виникає уява про подвійний-портрійний зміст зображеного на картині. Частка рослин і тварин переводиться в «шляхетні» зображення попри інші. Так, до «чотирьох шляхетних квітів» китайці віднесли — 
- орхідею
- хризантему
- бамбук
- дику сливу мейхуа.

Відповідно до цієї ієрархії працюють і митці. Чернець-художник Цзюе-інь стверджував: «Коли я в радості — малюю орхідеї, коли я сумую — малюю бамбук (як спомин про стійкість і терпіння)» (Завадская, 1975). Бо кожна з означених рослин почала наділятись прихованим, символічним значенням. Орхідею почали вважати символом чистоти  та шляхетності, бамбук як символ і спомин про стійкість і терпіння. 
Особливої популярності набули квіти дикої сливи мейхуа. Слива з кислими та неїстівними плодами, що мала жовті, білі або червоні квіти, зацвітала першою по відходу зими і мимоволі стала ще і символом весни, символом відродження природи після зими. Цвітіння дикої сливи мейхуа збирало цілі поселення на неофіційні урочистості з приводу весни. Дика слива мейхуа з червоними квітами — популярний персонаж багатьох картин китайських майстрів впродовж декількох століть.

## Зразки

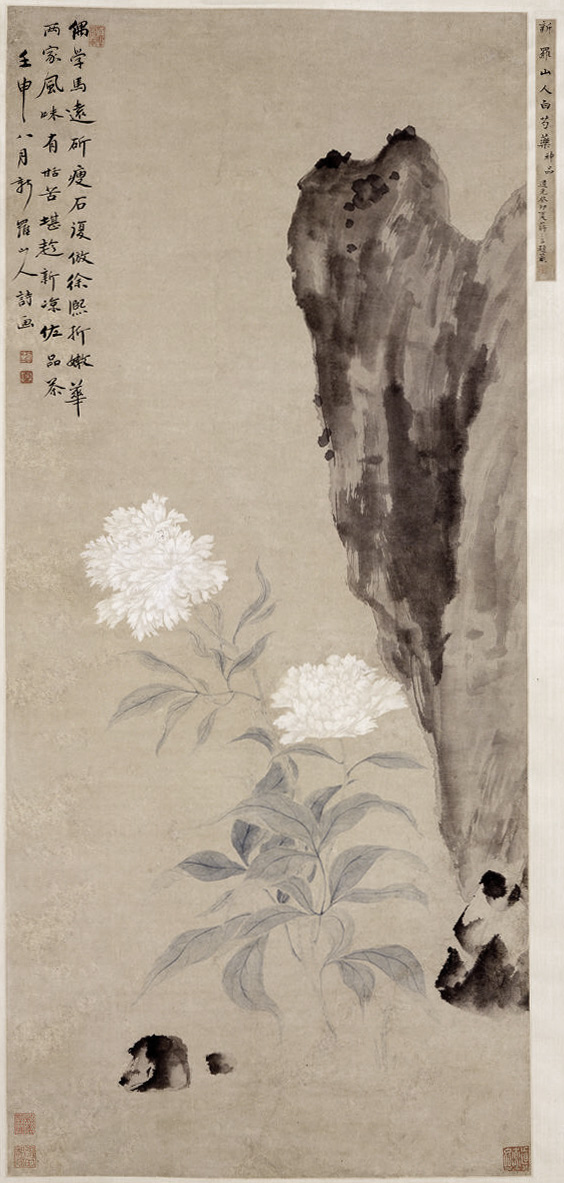
Худ. Гуа Ян (1682–1756), «Білі півонії біля скелі», датовано 1752 р., Музей мистецтва Метрополітен

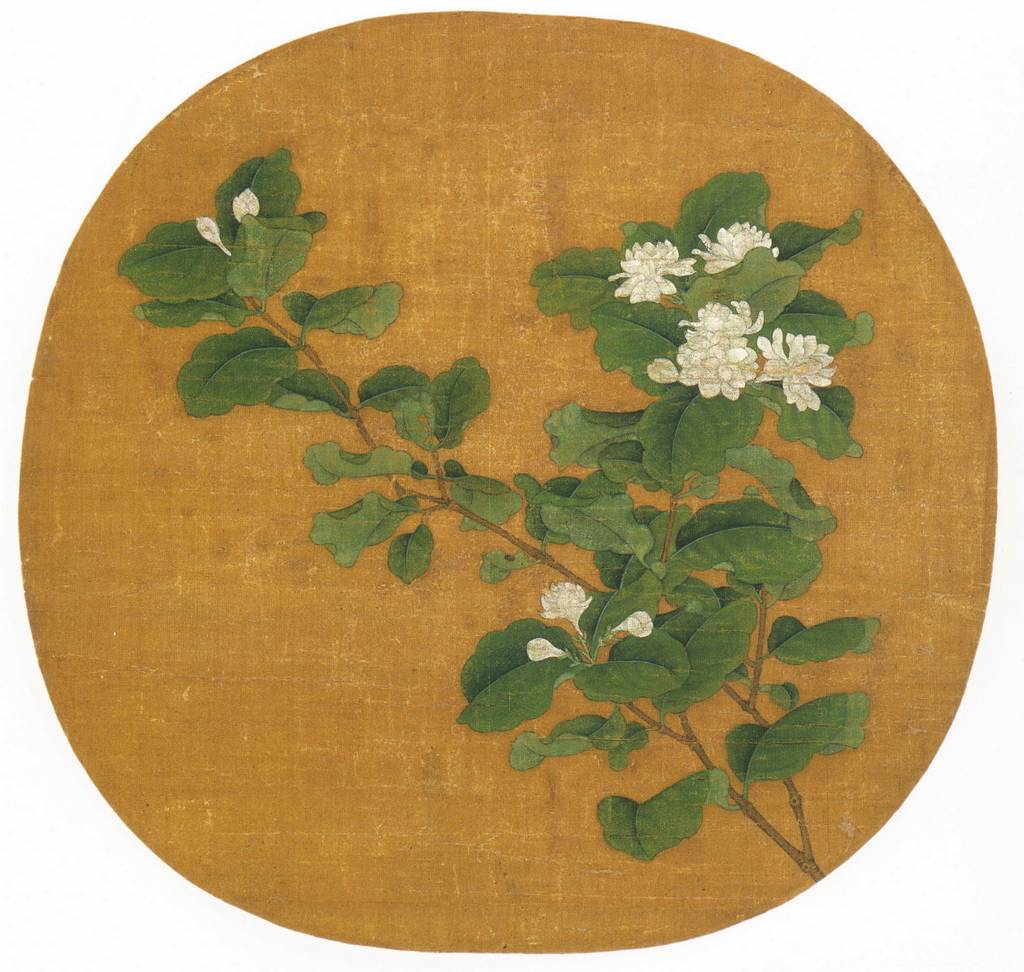
Анонім XII ст.
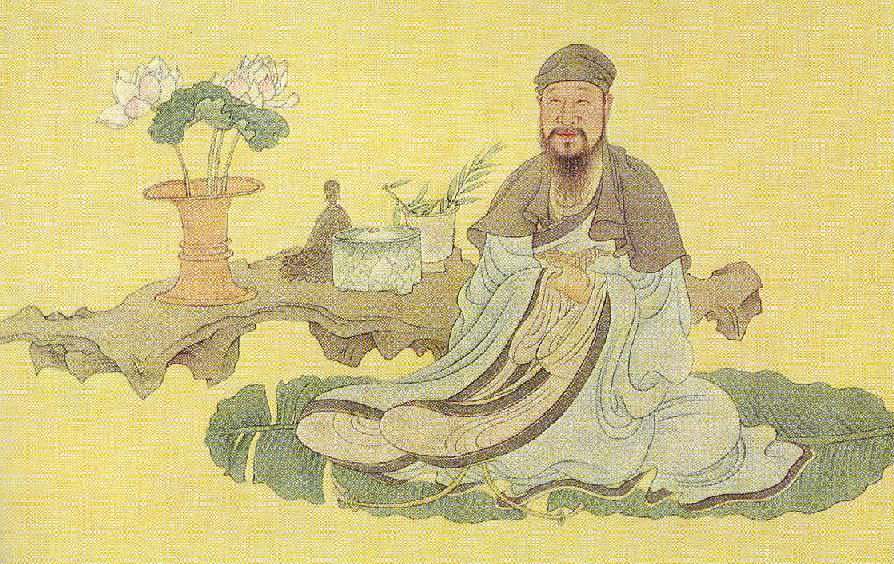
Бай Юй на банановому листі
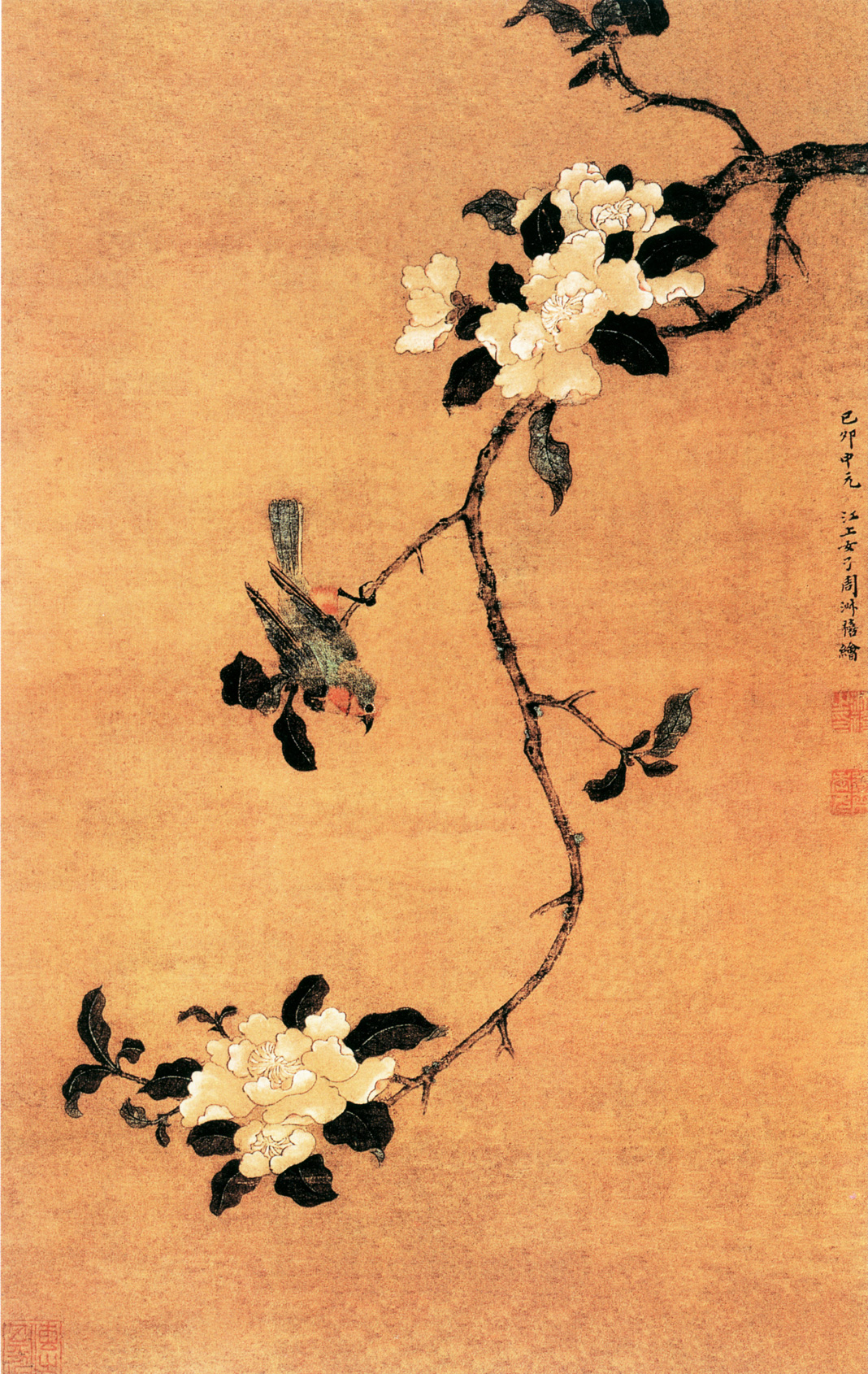
Зоу Шуксі. Квіти камелії.
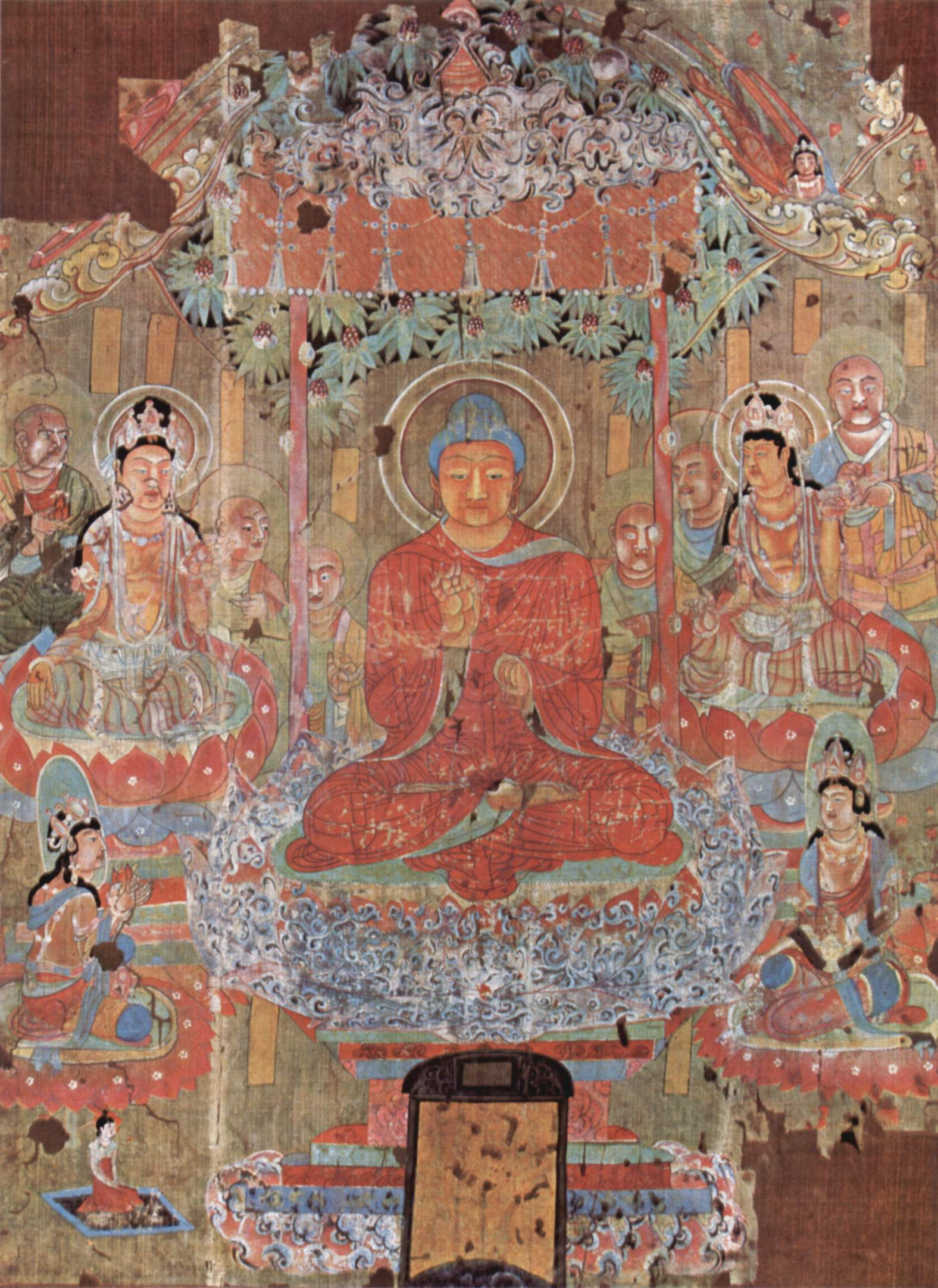
Релігійний образ
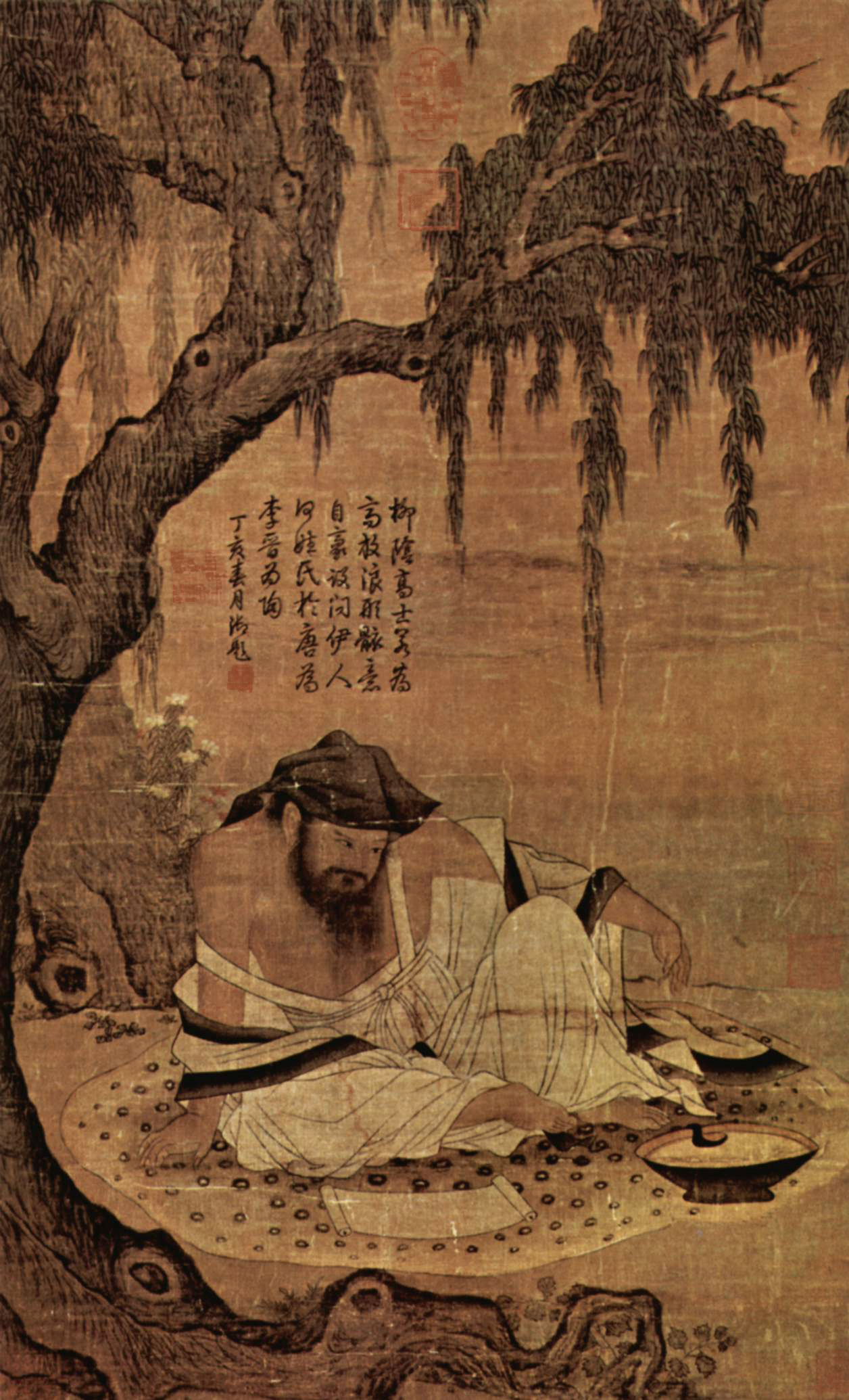
Поет під деревом
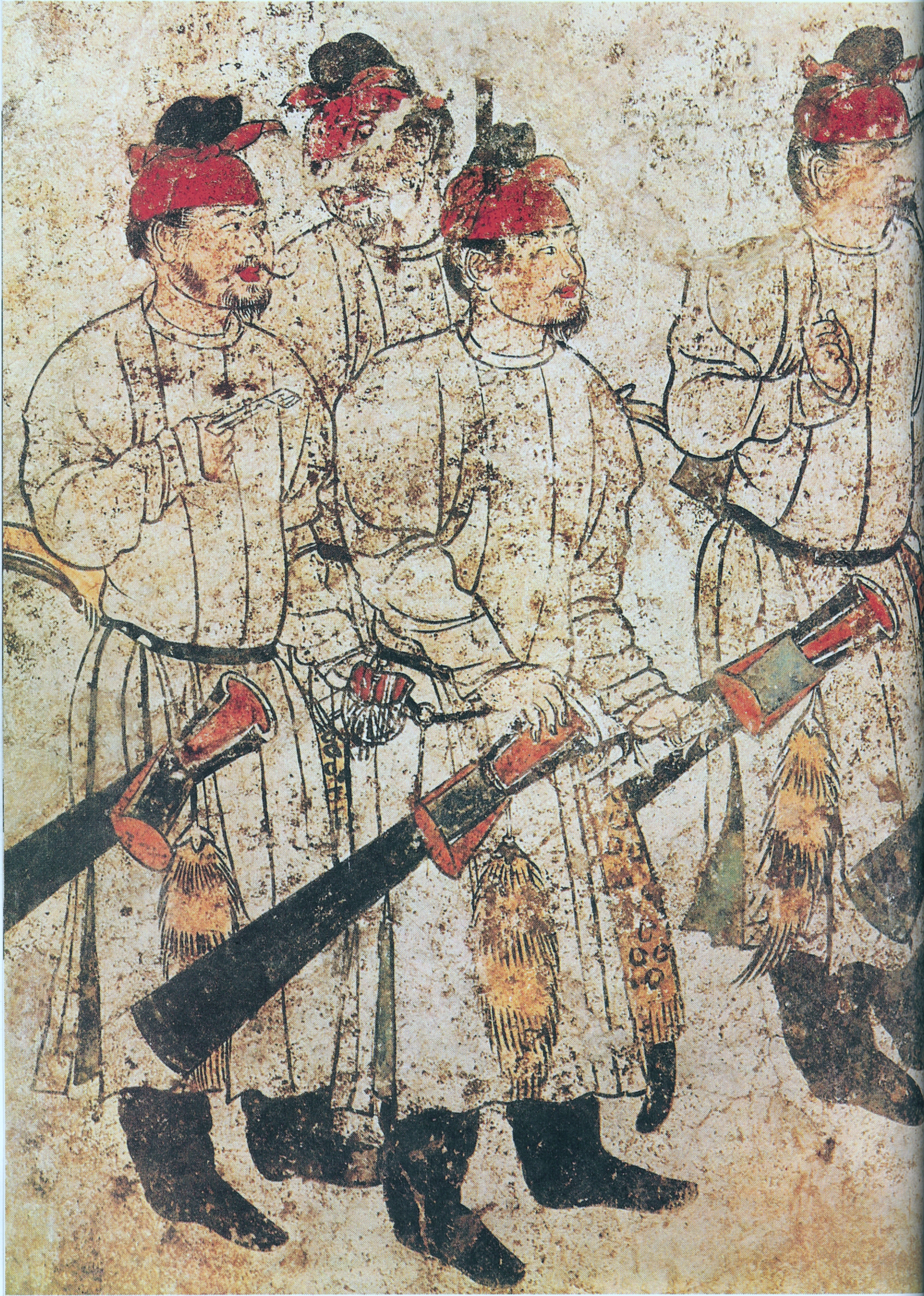
Почесна варта, стінопис гробниці Лі Ксіан, династія Тан.
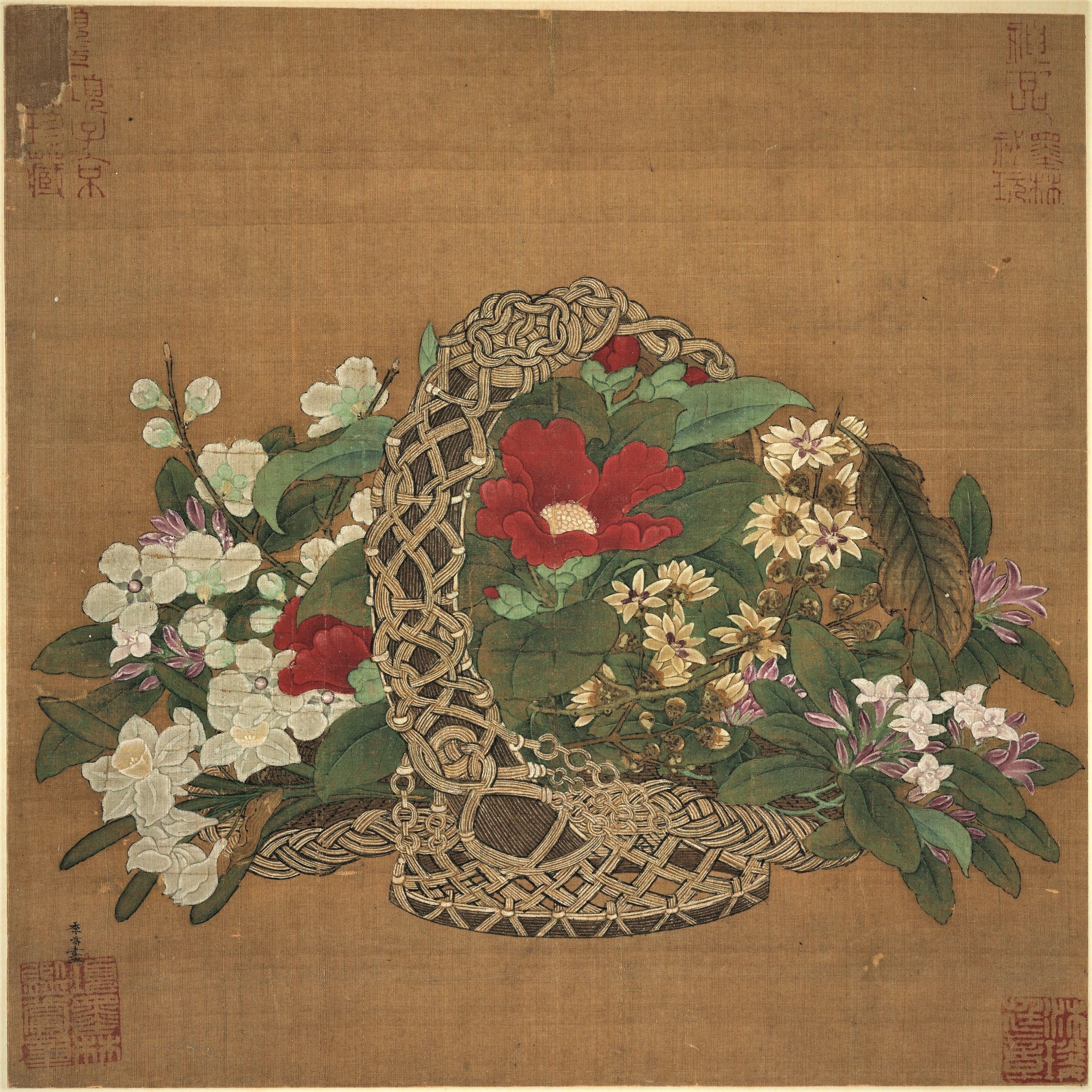
Кошик з квітами Худ. Лі Сонг
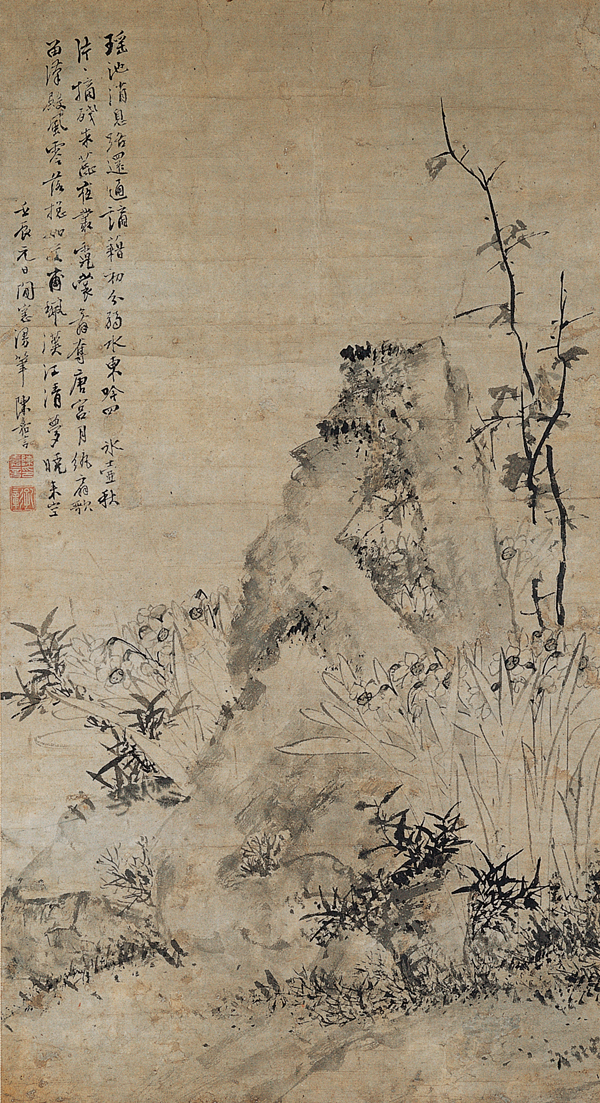
Худ Чен Яєн( 1599-1685)Скеля, бамбук і нарциси. Кембел арт Мьюзеум

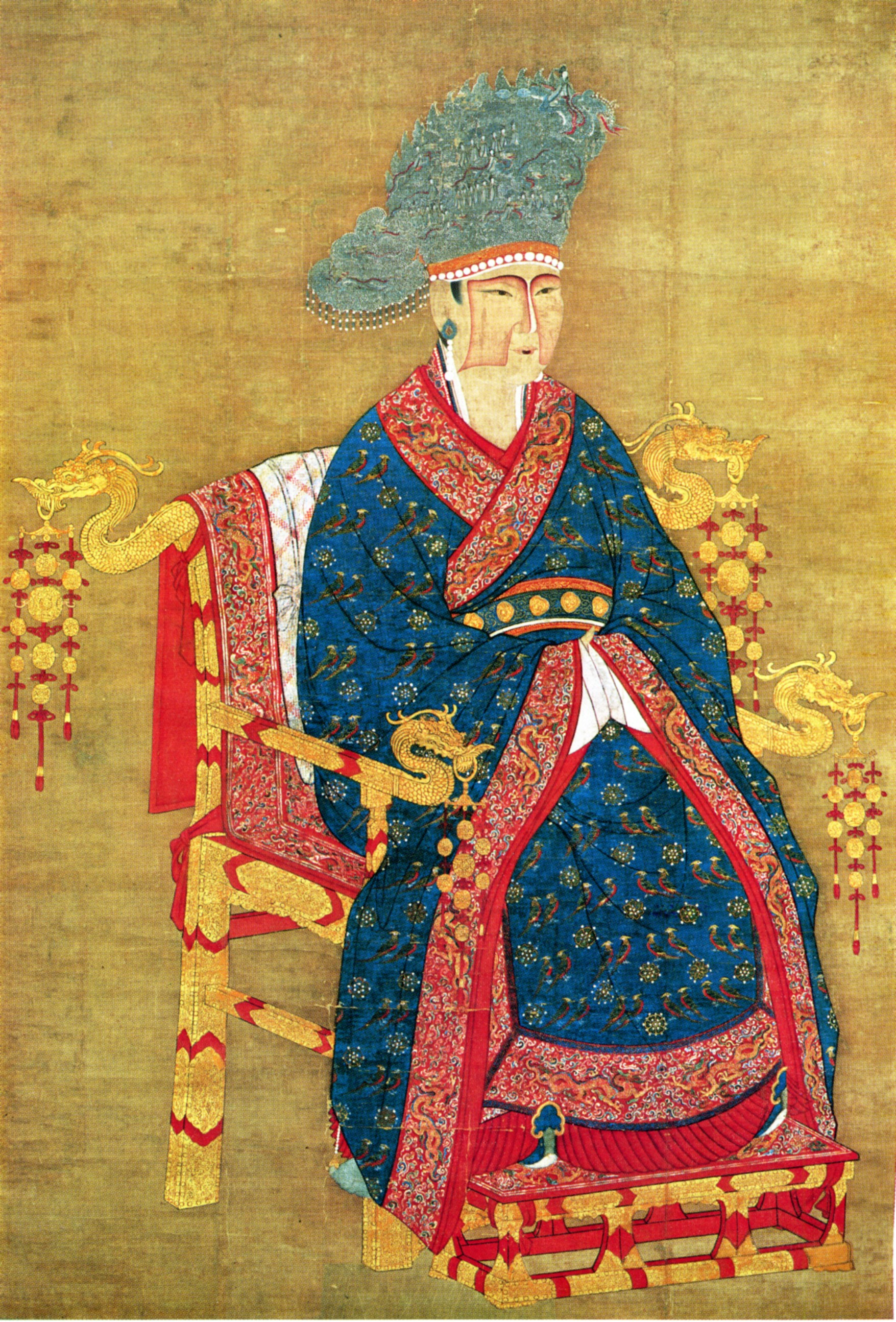
Імператриця з гримом на обличчі
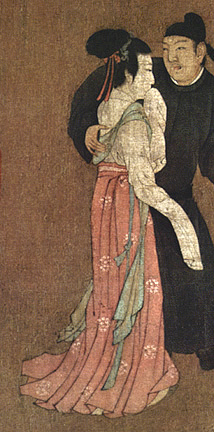
Запрошення на вечірку
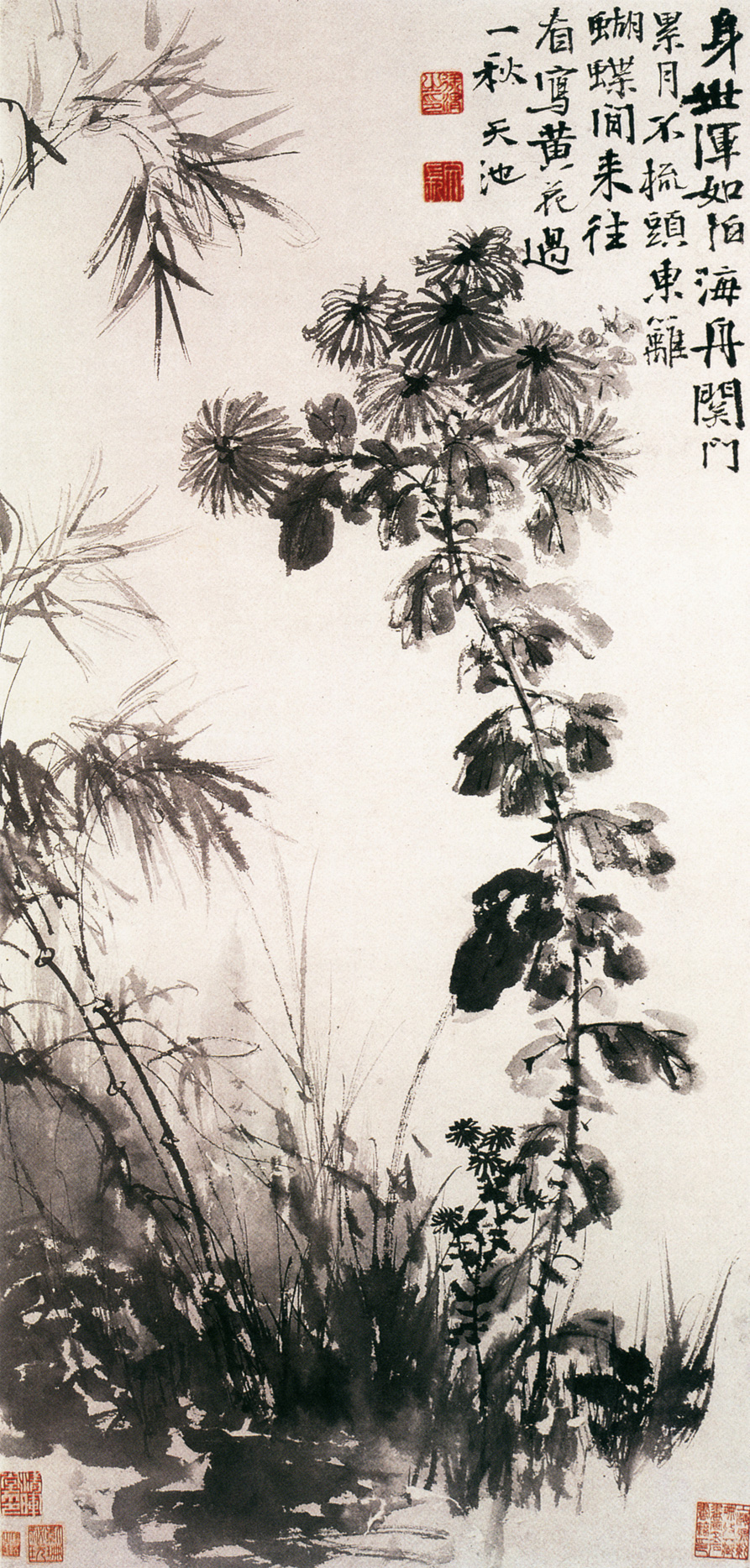
Худ. Ху Вей. Хризантема і бамбук
Портрет Гаозонга

## Гохуа і постмодернізм
Гохуа ( китайський живопис ) давно перетнув кордони Китаю. Його століттями вивозили в Японію, де він отримав свій розвиток і національне, японське забарвлення.
Зразки китайського живопису масово вивозились в Західну Європу з XIX століття. Свій вплив мав китайський живопис і на майстрів постмодернізму. Агресивний і дещо всепоглинаючий постмодернізм забрав у свій репертуар і незвичний формат полотен, і фрагментарну подачу речей, і художню порожнечу, і створив свої зразки абстракціонізму.
Китайський живопис Гохуа давно предмет колекціонування великими музеями світу. Його зразки мають музеї Китаю, Японії, США, Франції, України, Росії тощо.
Одним з найвідоміших представників гохуа є Чжан Дачань. Серед сучасних представників користується визнанням Ґу Інчжі, Ван Ігуан та інші.

## Див.також
- Тушеві картини
- Анімалістичний жанр
- Коромандельська ширма